# بارني كوني
بارني كوني (بالإنجليزية: Barney Cooney)‏ هو محام بالقضاء العالي وسياسي أسترالي، ولد في 11 يوليو 1934 في أستراليا، وتوفي في 9 فبراير 2019 في ملبورن في أستراليا. حزبياً، نشط في حزب العمال الأسترالي. وقد انتخب عضو مجلس الشيوخ الأسترالي ‏ عن دائرة فيكتوريا (1 ديسمبر 1984 – 30 يونيو 2002).